# HD131141
HD131141 — хімічно пекулярна зоря спектрального класу A8, що має видиму зоряну величину в смузі V приблизно  9,5.
Вона  розташована на відстані близько 1022,4 світлових років від Сонця.

## Пекулярний хімічний склад
Зоряна атмосфера HD131141 має підвищений вміст 
Eu
.